# Saijajärvi
Saijajärvi är en sjö i Finland. Den ligger i kommunen Enare i landskapet Lappland, i den norra delen av landet, 1 000 km norr om huvudstaden Helsingfors. Saijajärvi ligger 218,8 meter över havet. Arean är 20,7 hektar och strandlinjen är 2,11 kilometer lång. Sjön  ingår i Pasvik älvs huvudavrinningsområde. 